# Campylosiphon purpurascens
Campylosiphon purpurascens ist eine mykoheterotrophe, blattgrünlose Pflanzenart und eine von zwei Arten ihrer Gattung aus der Familie der Burmanniaceae. Die Pflanzen werden bei Funden häufig mit Pflanzen der Gattung Voyria verwechselt.

## Beschreibung
Campylosiphon purpurascens ist eine aufrecht und krautig wachsende Art und erreicht Wuchshöhen zwischen 7 und 33 Zentimetern. Das zylindrische Rhizom ist knollig, am äußersten Punkt dicht mit steifen Schuppenblättern besetzt und in der Mitte und am Ansatz dicht bewurzelt.
Sie betreiben keine Photosynthese, sondern leben mykoheterotroph von Mykorrhizen und sind zu ihrer Ernährung vollständig von diesen abhängig.
Die zahlreichen schmal-eiförmigen bis linear-eiförmigen Schuppenblätter sind 3,5 bis 19 Millimeter lang und 1,4 bis 4,8 Millimeter breit. Die Blütenstängel sind blassblau und unverzweigt, die Blütenstände sind gegabelte, zwei- bis achtblütige Wickel und 17 bis 67 Millimeter lang oder -selten- endständige Einzelblüten. Die Tragblätter sind schmal-eiförmig, 5 bis 16,3 Millimeter lang und 1,5 bis 4,5 Millimeter breit.
Die Blüten sind aufrecht, röhrenförmig, gestielt, 16 bis 28 Millimeter lang, duftend und blasslila bis weiß. Die Kapselfrüchte sind weiß bis blau-weiß schmal-elliptisch bis schmal umgekehrt-eiförmig, 6,5 bis 14,5 Millimeter lang und 1,9 bis 4,5 Millimeter breit.

## Verbreitung
Campylosiphon purpurascens ist im tropischen Südamerika beheimatet und von Peru bis Guyana und südlich bis Brasilien zu finden. Dort wächst sie in Regenwäldern, in Guyana in Mora-Wäldern,  entlang der Ufer von Fließgewässern auf sandigen Böden in Höhenlagen von Meereshöhe bis zu 460 m.

## Systematik
Die Art wurde 1892 durch George Bentham erstbeschrieben, sie ist die Typusart der Gattung Campylosiphon. Bis zum Jahr 2010 war Campylosiphon monotypisch, als die bisherige Burmannia congesta vom niederländischen Botaniker Paul Maas in die Gattung Campylosiphon überstellt wurde.